# Кубок Брунею з футболу 2025
Кубок Брунею з футболу 2025 — 14-й розіграш кубкового футбольного турніру у Брунеї. Титул вдруге поспіль здобув ДПММ.

## Календар
| Раунд               | Дата                       | Матчі | Клуби  |
| ------------------- | -------------------------- | ----- | ------ |
| Груповий раунд      | 14 лютого - 15 квітня 2025 | 12    | 12 → 8 |
| 1/4 фіналу          | 18 квітня - 2 травня 2025  | 8     | 8 → 4  |
| 1/2 фіналу          | 6-11 травня                | 4     | 4 → 2  |
| Матч за третє місце | 16 травня 2025             | 1     |        |
| Фінал               | 18 травня 2025             | 1     | 2 → 1  |

## 1/4 фіналу
| Команда 1               | Заг. | Команда 2 | 1-й матч | 2-й матч |
| ----------------------- | ---- | --------- | -------- | -------- |
| 18/26 квітня 2025       |      |           |          |          |
| Касука                  | 12:0 | Віджая    | 8:0      | 4:0      |
| 20 квітня/2 травня 2025 |      |           |          |          |
| МС ППДБ                 | 1:6  | Індера    | 0:2      | 1:4      |
| 25/29 квітня 2025       |      |           |          |          |
| Кота Рейнджер           | 1:3  | МС АБДБ   | 0:2      | 1:1      |
| 25/30 квітня 2025       |      |           |          |          |
| Куала Белайт            | 1:11 | ДПММ      | 1:6      | 0:5      |

## 1/2 фіналу
| Команда 1        | Заг. | Команда 2 | 1-й матч | 2-й матч |
| ---------------- | ---- | --------- | -------- | -------- |
| 6/11 травня 2025 |      |           |          |          |
| Касука           | 0:2  | ДПММ      | 0:0      | 0:2      |
| 7/11 травня 2025 |      |           |          |          |
| МС АБДБ          | 3:7  | Індера    | 1:3      | 2:4      |

## Матч за 3 місце
| Команда 1      | Рахунок      | Команда 2 |
| -------------- | ------------ | --------- |
| 16 травня 2025 |              |           |
| Касука         | 2:2 пен. 3:4 | МС АБДБ   |

## Фінал
| Команда 1      | Рахунок | Команда 2 |
| -------------- | ------- | --------- |
| 18 травня 2025 |         |           |
| ДПММ           | 1:0     | Індера    |